# Idrettsklubben Grand Bodø
L'Idrettsklubben Grand Bodø (Fotball Kvinner), abbreviato in IK Grand Bodø, è una squadra di calcio femminile norvegese, sezione dell'omonima società polisportiva con sede a Bodø, città della Norvegia settentrionale situata nella contea di Nordland della quale è capoluogo amministrativo.
Nella stagione 2018 la squadra, che gioca le partite interne presso il Bodø Spektrum o l'Aspmyra Stadion, ha militato in Toppserien, primo livello del campionato norvegese femminile di calcio, nel biennio 2017-2018. Il migliore risultato sportivo ottenuto dalla squadra femminile fu il terzo posto nel campionato 1986. Per la stagione 2019 milita in 1. divisjon, seconda serie nazionale.

## Organico

### Rosa 2018
Rosa, ruoli e numeri di maglia come da sito ufficiale, aggiornati al 16 agosto 2018 e da sito della Federazione norvegese.
| N. |                        | Ruolo | Calciatrice                       |
| -- | ---------------------- | ----- | --------------------------------- |
| 1  | Norvegia (bandiera)    | P     | Siiri Vilhelmiina Valimaa         |
| 2  | Paesi Bassi (bandiera) | D     | Kim Dolstra                       |
| 3  | Norvegia (bandiera)    | D     | Julie Olsen                       |
| 4  | Norvegia (bandiera)    | C     | Helene Rædergård Schjelderup      |
| 4  | Norvegia (bandiera)    | A     | Sofie Skjelstad Jensen            |
| 5  | Norvegia (bandiera)    | C     | Dajana Spasojevic                 |
| 6  | Norvegia (bandiera)    | C     | Line Dverseth Danielsen           |
| 8  | Norvegia (bandiera)    | C     | Sigrid Therese Helbostad          |
| 9  | Norvegia (bandiera)    | C     | Sara Kristine Bantan Eggesvik     |
| 10 | Norvegia (bandiera)    | A     | Ingeborg Anette Nordheim          |
| 11 | Norvegia (bandiera)    | D     | Amalie Kristine Lillevold Johnsen |

| N. |                                 | Ruolo | Calciatrice                    |
| -- | ------------------------------- | ----- | ------------------------------ |
| 14 | Norvegia (bandiera)             | A     | Maiken Bakke                   |
| 15 | Norvegia (bandiera)             | C     | Cecilie Noreng                 |
| 16 | Norvegia (bandiera)             | D     | Iselin Olsen                   |
| 17 | Norvegia (bandiera)             | D     | Cecilie Falch                  |
| 18 | Norvegia (bandiera)             | A     | Vilde Anett Fjelldal           |
| 19 | Stati Uniti (bandiera)          | C     | Stephanie Ribeiro              |
| 20 | Norvegia (bandiera)             | A     | Andrea Karoline Nymo Holmstrøm |
| 21 | Stati Uniti (bandiera)          | D     | Robyn Decker                   |
| 22 | Norvegia (bandiera)             | A     | Anne-Marthe Birkeland          |
| 26 | Bosnia ed Erzegovina (bandiera) | D     | Melisa Hasanbegović            |